# Groß Schauener Seenkette
Groß Schauener Seenkette este o arie protejată (arie specială de conservare — SAC, sit de importanță comunitară — SCI) din Germania întinsă pe o suprafață de 1.904,36 ha, integral pe uscat.

## Localizare
Centrul sitului Groß Schauener Seenkette este situat la coordonatele 52°12′51″N 13°54′33″E / 52.2142°N 13.9092°E.

## Înființare
Situl Groß Schauener Seenkette a fost declarat sit de importanță comunitară în septembrie 2000 pentru a proteja 1 specie de plante și 24 de specii de animale. Situl a fost protejat și ca arie specială de conservare în aprilie 2000.

## Biodiversitate
Situată în ecoregiunea continentală, aria protejată conține 6 habitate naturale: Pășuni continentale udate de apa mării, Lacuri eutrofice naturale cu vegetație de tip Magnopotamion sau Hydrocharition, Fânețe de joasă altitudine (Alopecurus pratensis, Sanguisorba officinalis), Mlaștini turboase de tranziție și turbării mișcătoare, Mlaștini împădurite, Păduri aluvionare cu Alnus glutinosa și Fraxinus excelsior (Alno-Padion, Alnion incanae, Salicion albae).
La baza desemnării sitului se află mai multe specii protejate:
- plante (1): Apium repens
- păsări (17): pescăruș albastru (Alcedo atthis), buhai de baltă (Botaurus stellaris stellaris), caprimulg (Caprimulgus europaeus), erete de stuf (Circus aeruginosus), ciocănitoare neagră (Dryocopus martius), Grus grus grus, codalb (Haliaeetus albicilla), sfrâncioc roșiatic (Lanius collurio), Luscinia svecica cyanecula, presură sură (Miliaria calandra), gaia neagră (Milvus migrans), gaia roșie (Milvus milvus), vultur pescar (Pandion haliaetus), viespar (Pernis apivorus), Porzana parva parva, cresteț pestriț (Porzana porzana), silvie porumbacă (Sylvia nisoria)
- amfibieni (1): buhai de baltă cu burta roșie (Bombina bombina)
- mamifere (1): vidră de râu (Lutra lutra)
- nevertebrate (1): libelule (Leucorrhinia pectoralis)
- pești (4): avat (Aspius aspius), zvârluga (Cobitis taenia), țipar (Misgurnus fossilis), boarță (Rhodeus sericeus amarus)